# Gunnar Wetterling
Gunnar Magni Wilhelm Wetterling, född 5 maj 1891 i Linneryds församling, Kronobergs län, död 25 december 1967 i Stockholm, var en svensk arkitekt. Han var stadsarkitekt i Gävle stad 1922–1932 och i Stockholm 1941–1954.

## Biografi
Wetterling var son till handlaren August Wetterling (f. 1853) och hans hustru Matilda Magnidotter (f. 1855). Wetterling studerade vid Chalmers tekniska läroanstalt 1907–1912, vid Kungliga tekniska högskolan 1912–1913 och examinerades från Kungliga Konsthögskolan 1916. Han var parallellt med studierna anställd hos Ivar Tengbom 1913–1914 och hos Axel Brunskog i Linköping 1916. 1918 var han assistent vid Byggnadsstyrelsen och för att året därpå utnämnas till tjänstgörande arkitekt utom stat vid myndigheten. 
Åren 1922–1932 var han stadsarkitekt i Gävle, och under hans tid uppfördes bland annat 1926 järnvägsbyggnaden Södra station efter hans ritningar. Huset utformades till en "stadsport" vänd mot Brunnsgatan. Byggnaden är sedan 1986 skyddad som byggnadsminne. I Gävle finns även Hotel Baltic som byggdes 1928 efter Wetterlings ritningar. Det var ett resandehotell för resenärer, som kom med tåg till centralstationen. 
År 1932 kom Wetterling till Stockholm och blev till en början länsarkitekt i Stockholms län. 1940 efterträdde han Sigurd Westholm som stadsarkitekt. Åren 1941–1955 var han ordförande i Föreningen Sveriges Stadsarkitekter (FSS). Wetterling blev kommendör av Vasaorden 1954.
Bland större arbeten av Wetterling i Stockholmsregionen märks radhusområdet Kvarteret Drivbänken i Äppelviken, Bromma, som byggdes åren 1919–1920 efter engelska och tyska förebilder. Det var ett försök av stadens myndigheter att bygga prisbilliga radhuslängor, som omgav kvarteret från alla sidor. Radhus var inte populära på den tiden och det visade sig svårt att finna köpare till dem. Numera är husen i kvarteret Drivbänken kulturmärkta samt av riksintresse för kulturmiljövården. Radhusen tillhör Stockholms stadsmuseums högsta bevarandeklass, dvs har blå klassificering enligt museets kriterier.
Under sin tid som stadsarkitekt i Stockholm och medlem i Nedre Norrmalmsdelegationen fick Wetterling följa inledningen av Norrmalmsregleringen, där han försökte motverka den hårdhänta cityomvandlingen.
Gunnar Wetterling är gravsatt vid Norra krematoriet på Norra begravningsplatsen i Solna kommun.

## Några av Wetterlings arbeten

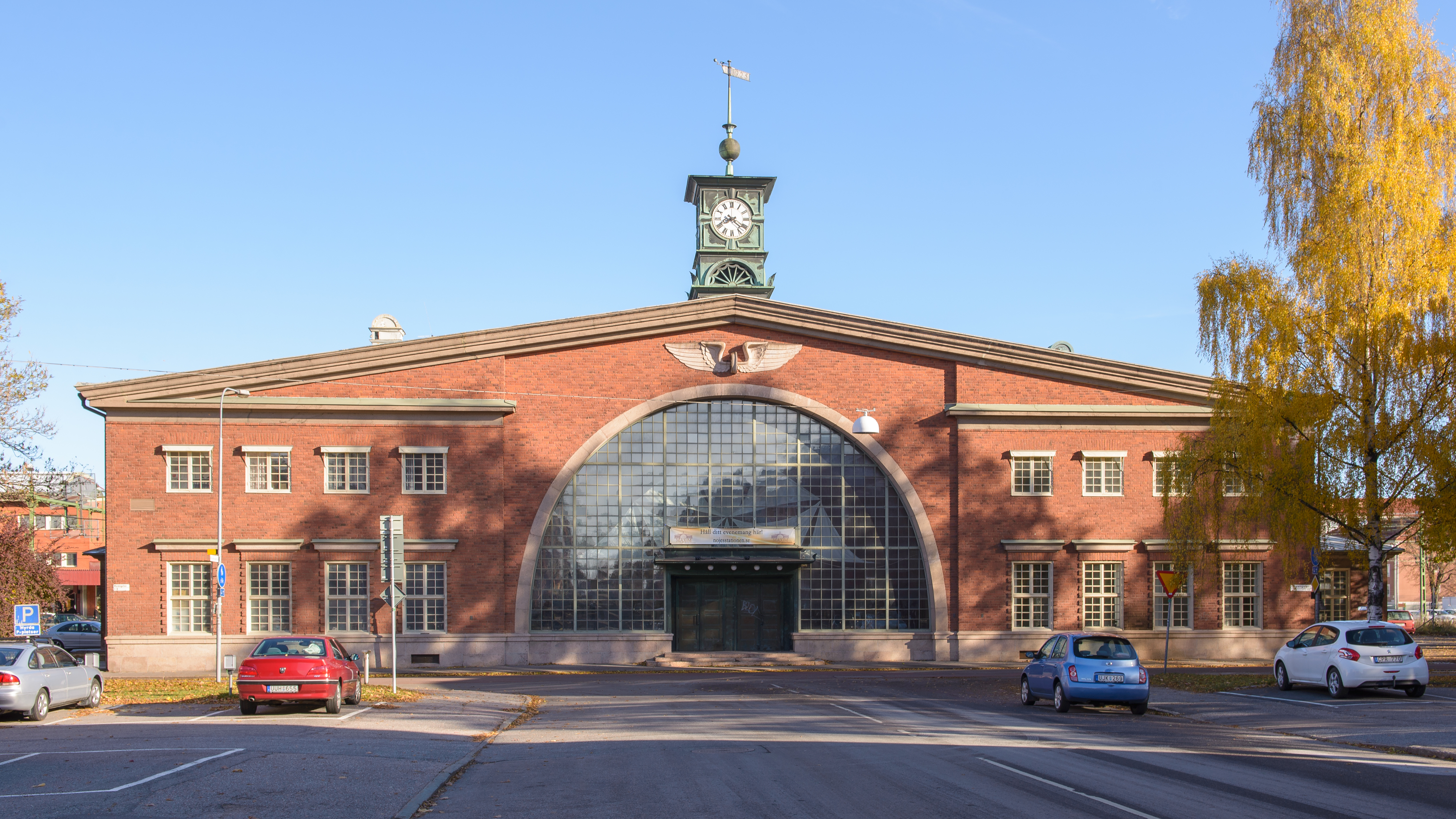
Södra station i Gävle
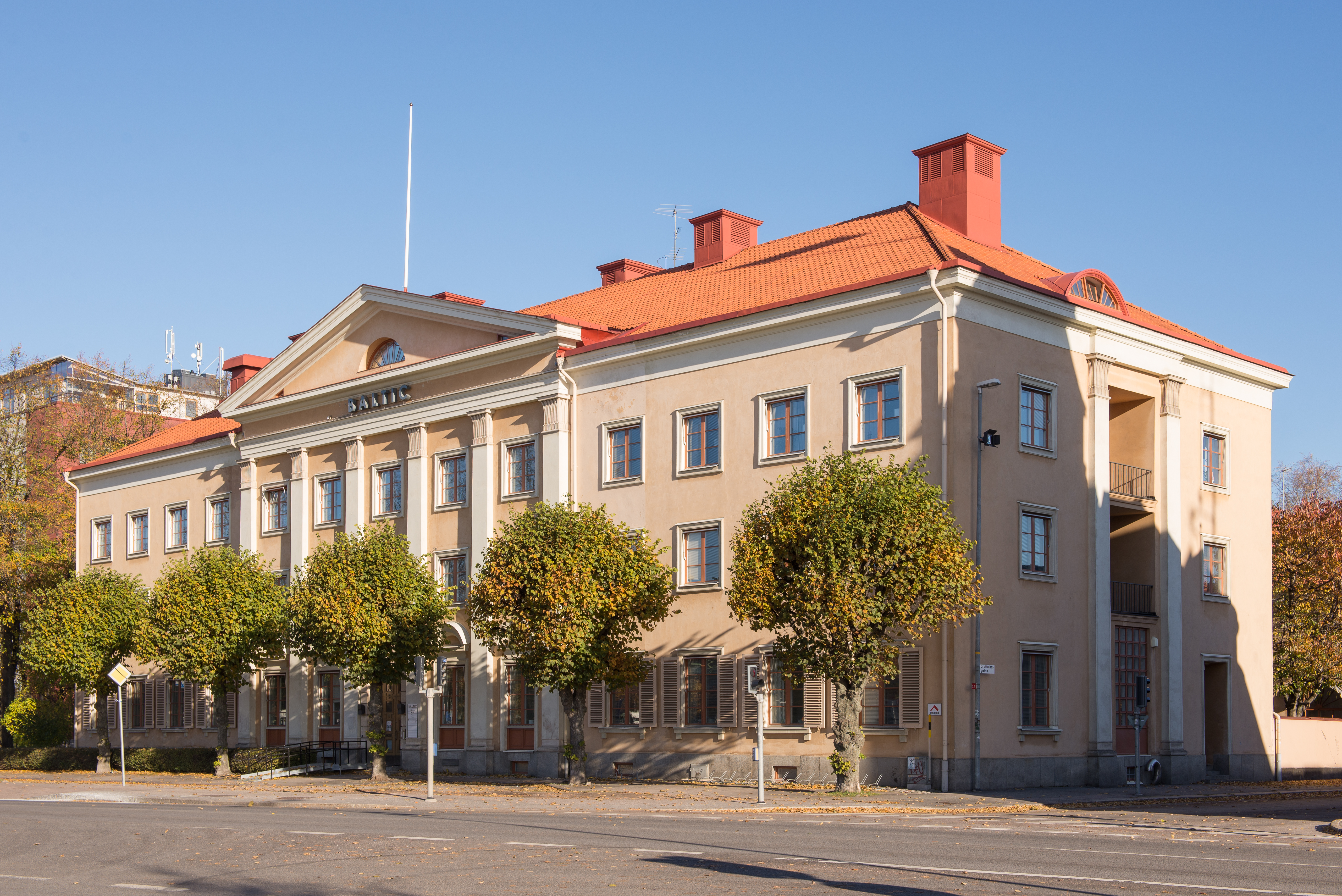
Hotell Baltic, Gävle
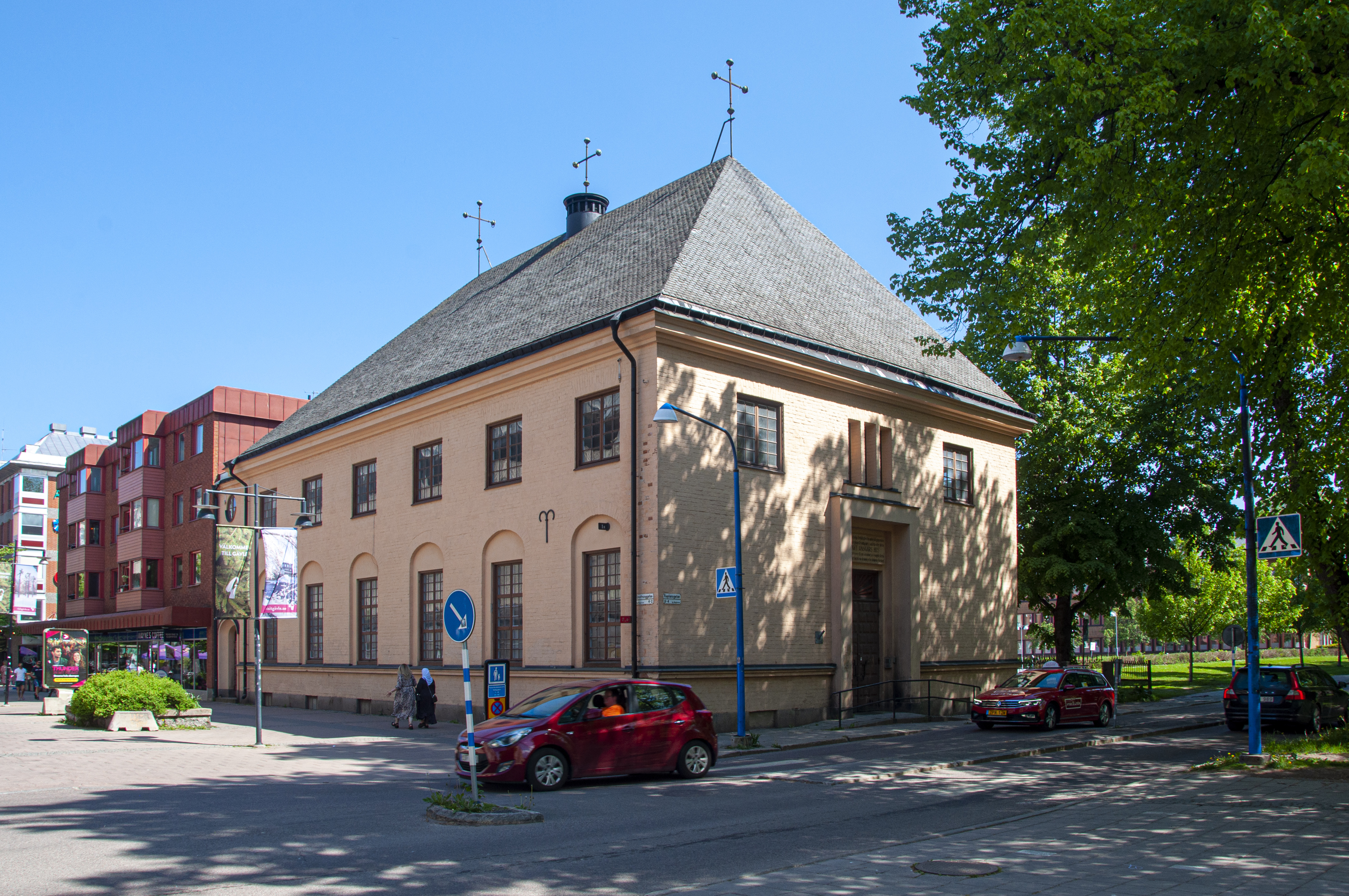
Sankt Ansgars hus, Gävle
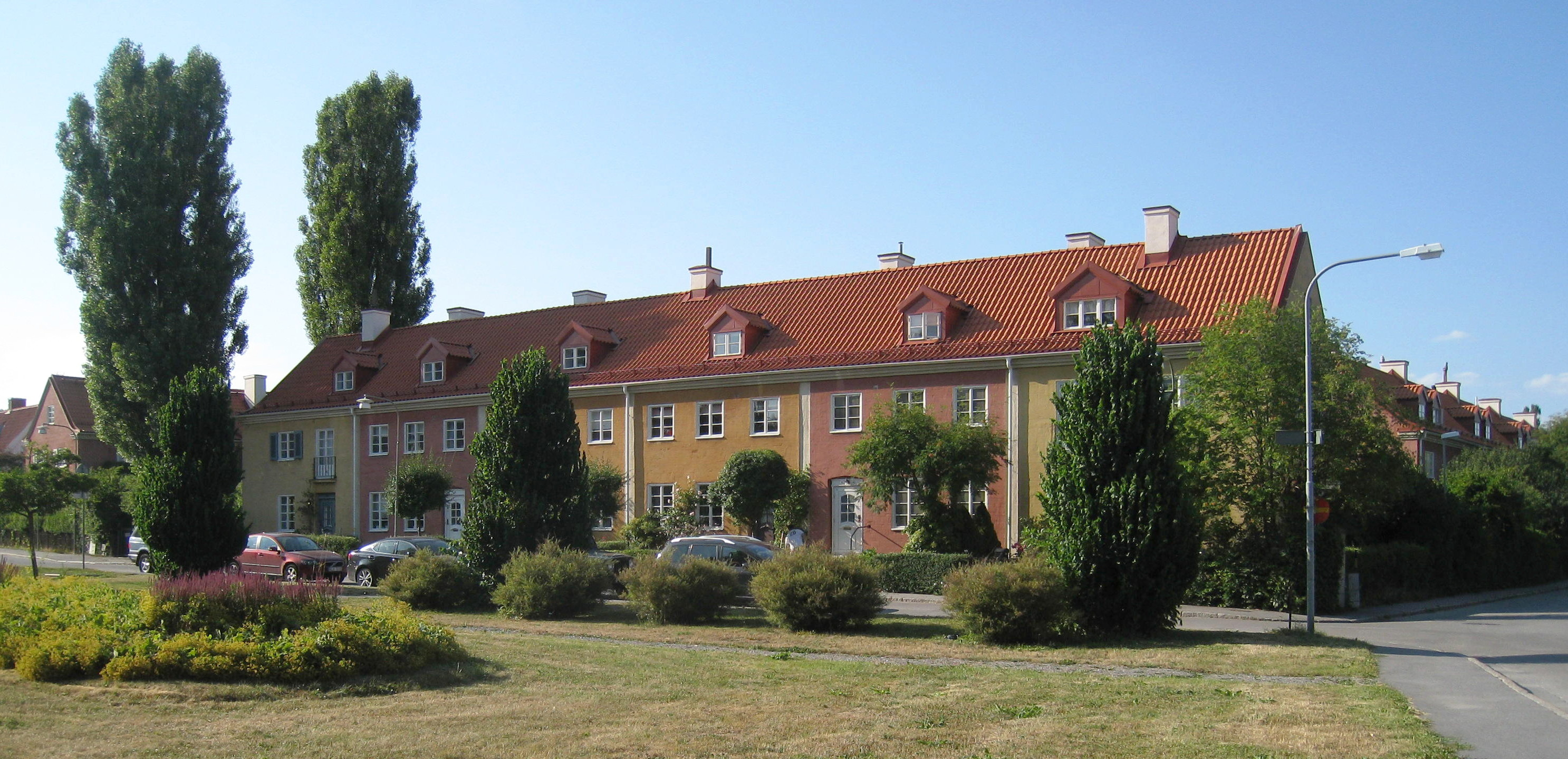
Radhus i kvarteret Drivbänken i Äppelviken, Bromma